# Río Bulaka
El río Bulaka es una río en el sur de Nueva Guinea Occidental en Indonesia.